# Anelosimus fraternus
Anelosimus fraternus är en spindelart som beskrevs av Bryant 1948. Anelosimus fraternus ingår i släktet Anelosimus och familjen klotspindlar. Inga underarter finns listade i Catalogue of Life.